# David Jirka
David Jirka (født 4. januar 1982 i Jindřichův Hradec) er en tjekkisk tidligere roer.

## Rokarriere
Jirka var med til at vinde bronze i dobbeltfirer ved junior-VM 2000, og han var som senior med i den samme disciplin, da tjekkerne vandt vandt VM-sølv i 2003 i Italien. Han var igen med i denne båd ved OL 2004 i Athen, hvor besætningen derudover bestod af Tomáš Karas, Jakub Hanák og David Kopřiva. De vandt deres indledende heat og deres semifinale, og i finalen var det tjekkerne, russerne og polakkerne, der lå forrest midtvejs, men mens russerne holdt tempoet og vandt guld, kæmpede de to andre mere, dog ikke mere end tjekkerne holdt deres andenplads, mens Ukraine hentede bronze ganske snært foran polakkerne. Han deltog i samme disciplin ved OL 2008 i Beijing, hvor tjekkerne sluttede på tiendepladsen, mens han med til at vinde EM-bronze i dobbeltsculler i 2010. I 2012 var han med til at vinde EM-bronze i otteren, hvilket blev hans sidste internationale mesterskabsmedalje; han indstillede karrieren i 2015.

## OL-medaljer
- 2004:  Sølv i dobbeltfirer